# Треер, Леонид Яковлевич
Леонид Яковлевич Треер (род. 7 июля 1945 года) — советский и российский писатель в жанрах юмористики и фантастики, киносценарист.

## Биография
Леонид Треер родился 7 июля 1945 года.
В 1963 году он поступил учиться на физико-технический факультет ТГУ.
После окончания университета был направлен на работу в Институт теоретической и прикладной механики Сибирского отделения АН СССР в Новосибирске.
Публиковаться стал ещё в Томске, в областной газете.
В 1969 году его рассказ был опубликован в «Литературной газете». Публиковался также в журналах «Сибирские огни» и «Крокодил».
Первая его книга, сборник юмористических рассказов «Нормальные мужчины», была издана в Новосибирске.
В 1978 году по повести Ленида Треера «Из жизни Дмитрия Сулина» кинорежиссёром Виктором Трегубовичем был снят фильм «Уходя — уходи».
В 1988 году кинорежиссёром Семёном Морозовым по сценарию Леонида Треера был снят фильм «Происшествие в Утиноозёрске».
С 1988 года живёт в Москве
Член московской организации Союза писателей России.
Сценарист первых трёх комедий Михаила Кокшенова, а также четырех сюжетов киножурнала «Ералаш» в 1990 («Не верю!») 1992 («Компот») 1994 («Два бойца») и 1997 годов («Дорогие россияне!» совместно с Борисом Грачевским). Кроме того, его сын Александр Треер написал еще один сюжет для «Ералаша» — «Век живи, век учись» 1996 года.
В 1989 году был удостоен премии «Золотой телёнок» «Литературной газеты» («Клуба 12 стульев»).
В 1993—1994 стал сценаристом фильмов «Русский бизнес», «Русское чудо» и «Русский счёт» вместе с Аркадием Ининым.